# كليف ليفينغستون (مجدف)
كليف ليفينغستون (بالإنجليزية: Cleve Livingston)‏ هو مجدف أمريكي، ولد في 24 مايو 1947 في لوس أنجلوس في الولايات المتحدة.

## وصلات خارجية
- كليف ليفينغستون على موقع الاتحاد الدولي للتجديف (الإنجليزية)
- كليف ليفينغستون على موقع اللجنة الأولمبية الدولية (الإنجليزية)
- كليف ليفينغستون على موقع أوليمبيديا (الإنجليزية)